# Runcina capreensis
Runcina capreensis is een slakkensoort uit de familie van de Runcinidae. De wetenschappelijke naam van de soort werd voor het eerst geldig gepubliceerd in 1894 door Mazzarelli.